# Tiberi Alexandre
Tiberi Alexandre (en llatí: Tiberius Iulius Alexander, en grec antic: Τιβέριος Ἀλέξανδρος) va ser governador romà de Judea i d'Egipte.
Va néixer a Alexandria, i era de família jueva. El seu pare era alabarca a Alexandria, i era nebot del famós escriptor Filó. Tiberi Alexandre no va continuar en la religió dels seus avantpassats i va ser recompensat amb diversos càrrecs públics.
Durant el regnat de Claudi va substituir Fade com procurador de Judea cap a l'any 46 i va ser promogut a l'orde eqüestre. Neró el va nomenar procurador d'Egipte i durant el seu govern es van produir uns disturbis a Alexandria, i va fer matar cinquanta mil jueus. Mentre era governador va acompanyar Corbuló en la seva expedició a Armènia l'any 64 i es va declarar ostatge voluntari dels armenis per assegurar el retorn del rei Tiridates mentre era al campament romà.
Alexandre va ser el primer governador que es va pronunciar a favor de Vespasià, i el dia que va prendre jurament a les legions, a les calendes de juliol de l'any 69, es considera el primer del regnat de Vespasià. Més tard va acompanyar l'emperador Titus Flavi en la guerra a Judea i se’l suposa present a la conquesta de Jerusalem.